# رافائل اسبارجه
رافائل اسبارجه (به انگلیسی: Raphael Sbarge) (زاده ۱۲ فوریه ۱۹۶۵) بازیگر آمریکایی است.
از فیلم‌های معروف او می‌توان به بازی در مجموعه تلویزیونی نگهبان، ویژن کوئست و روزی روزگاری اشاره کرد.